# Système de combat Aegis
Pour les articles homonymes, voir Aegis.

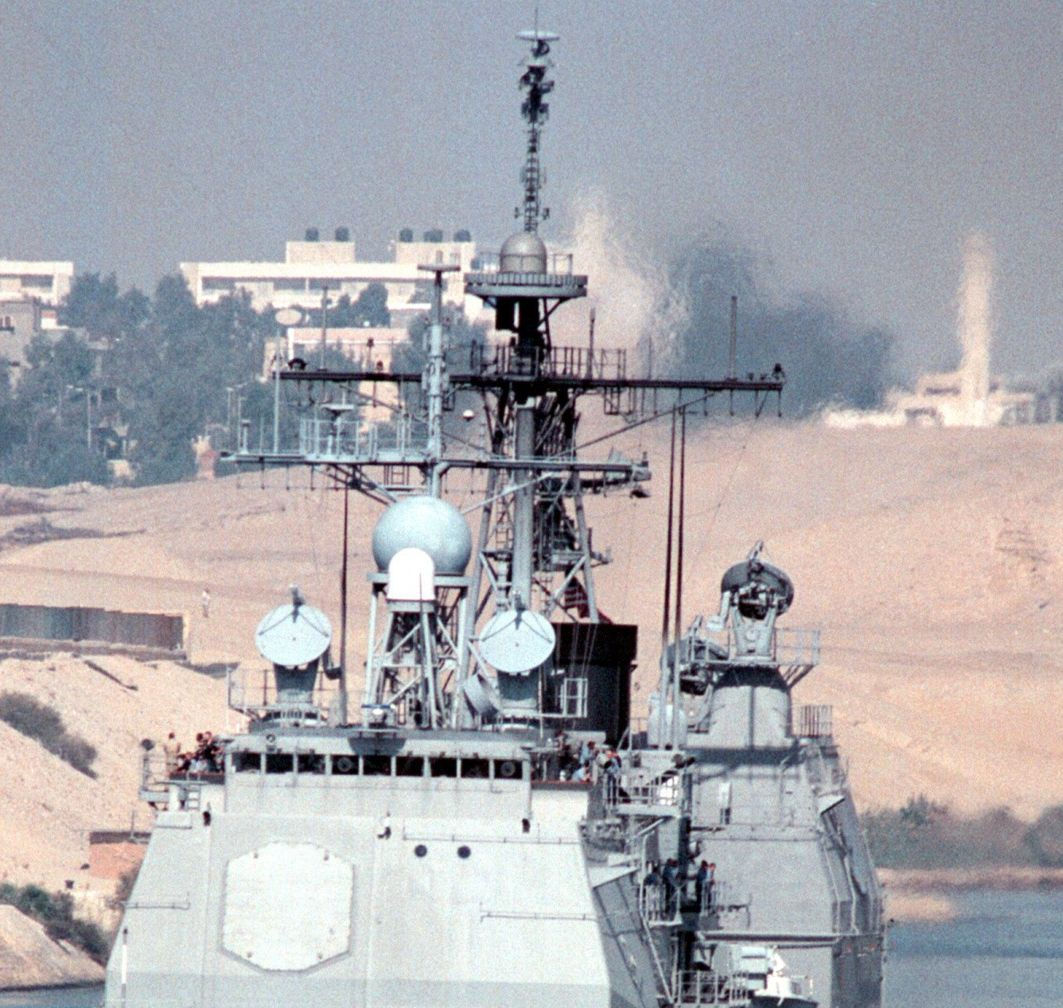
Vue du croiseur USS Normandy de classe Ticonderoga dont le système Ægis est caché sous la plaque blanche de la passerelle

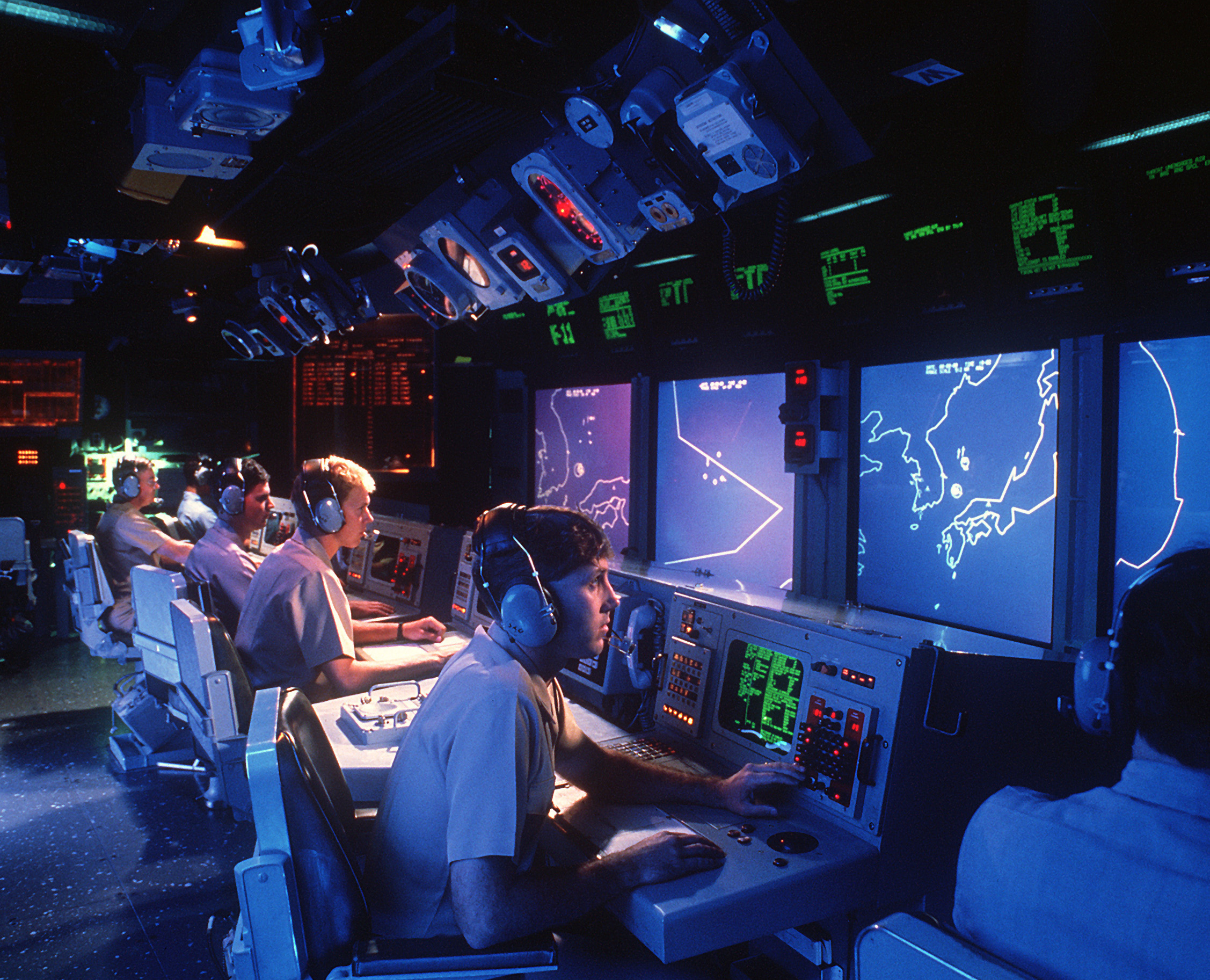
Membres d'équipage regardant les écrans radar sur le USS Vincennes (CG-49).

Aegis est le nom d'un système d'armes naval américain, mettant en œuvre des radars et différents armements tels que des missiles antinavires et missiles antiaériens. Initialement construit par RCA, il est aujourd'hui produit par Lockheed Martin. Son nom est tiré de l'arme de la déesse grecque Athéna, l'égide (en anglais aegis).

## Historique

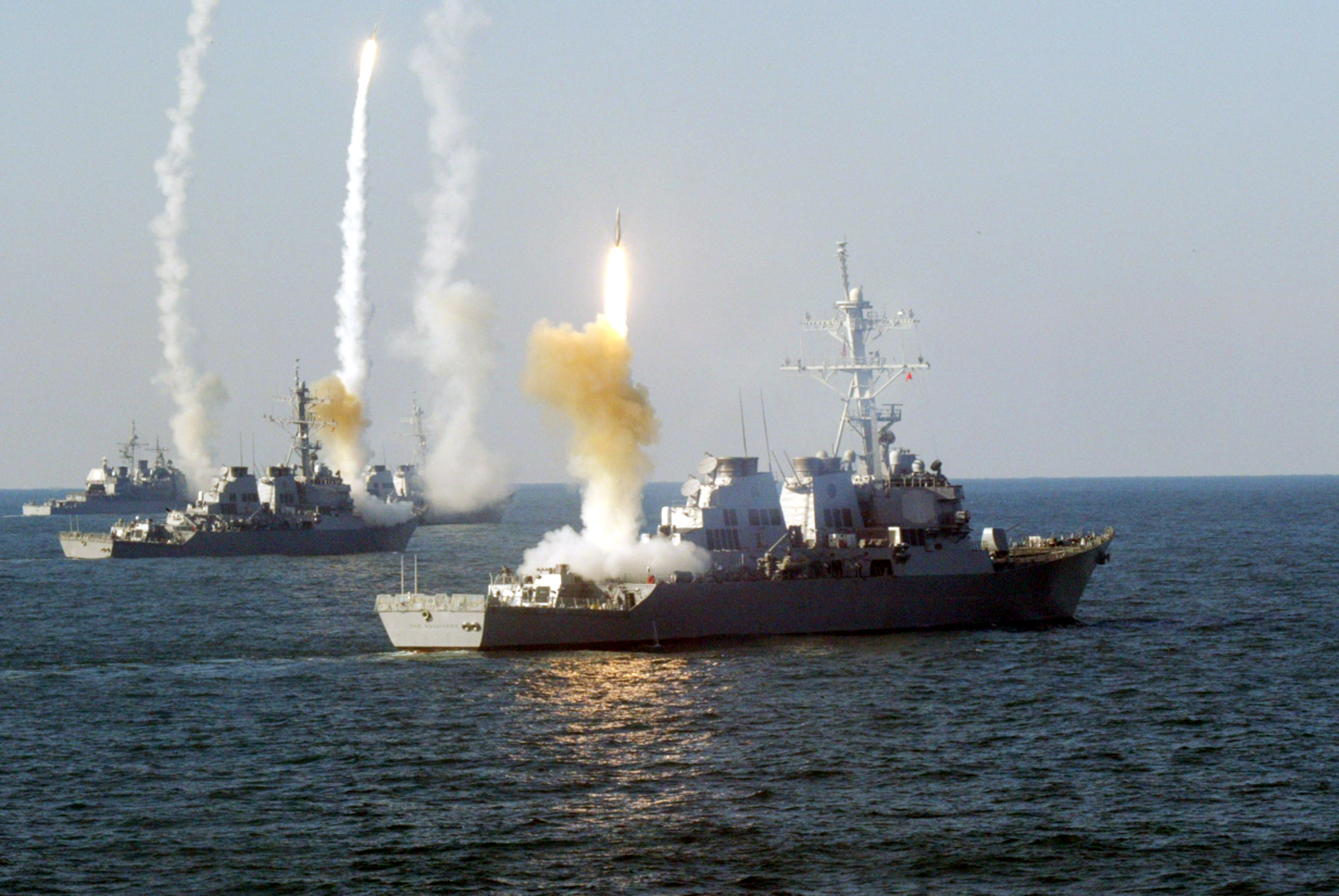
Tirs coordonnés par le système de combat Aegis d'une salve de missiles sol-air RIM-66 Standard par un croiseur de la classe Ticonderoga et trois destroyers de la classe Arleigh Burke en 2003.

À la fin des années 1960, la marine des États-Unis a réalisé que le temps de réaction, la puissance de feu et la disponibilité opérationnelle dans tous les environnements de leurs systèmes de défense n'étaient pas à la hauteur de la menace posée par les missiles antinavires. Conséquemment, une demande opérationnelle pour un système avancé anti-missile (ASMS en anglais pour Advanced Surface Missile System) a été formulée et un programme de développement technologique a été lancé pour répondre à cette exigence. Ce système de combat s'est inscrit dans la foulée des systèmes de contrôle électroniques inaugurés par le Naval Tactical Data System en 1961.
En décembre 1969, l'ASMS a été renommé Ægis, d'après Égide, le nom du bouclier du dieu grec Zeus. Le cœur de ce système est un radar tridimensionnel à balayage électronique de détection et de poursuite automatique avancé, dénommé à l'époque de sa conception le AN/SPY-1 de Lockheed Martin (la version actuelle est la AN/SPY-1D). Connu sous le nom de bouclier de la flotte, ce radar haute puissance (de quatre mégawatts) peut exécuter des fonctions de détection, de recherche et de poursuite de plus de 200 pistes simultanément et à plus de 200 milles marins de portée. Pour les tests au sol, un site est en service depuis 1977, le USS Rancocas (en) renommé en Vice Admiral James H. Doyle, Jr. Combat System Engineering Development Site (CSEDS), à Moorestown (New Jersey).
Les destroyers américains seront équipés à partir de 2024 par le AN/SPY-6 de Raytheon.
Les premiers navires à être spécifiquement conçus pour embarquer ce système furent les croiseurs de classe Ticonderoga dans les années 1980 suivis par les  destroyers de classe Arleigh Burke à partir des années 1990.
Plusieurs navires ont été modifiés dans le cadre de la National missile defense dans la lutte anti-missile balistique dans les années 2000 avec comme armement spécifique pour cette mission le RIM-161 Standard Missile 3 pouvant intercepter un missile à 200 milles de distance et à 100 milles d'altitude, cette version appelée Aegis BMD 3.6. (BMD pour ballistic missile defense) équipe dix huit bâtiments en juillet 2009.

## Aegis Ashore

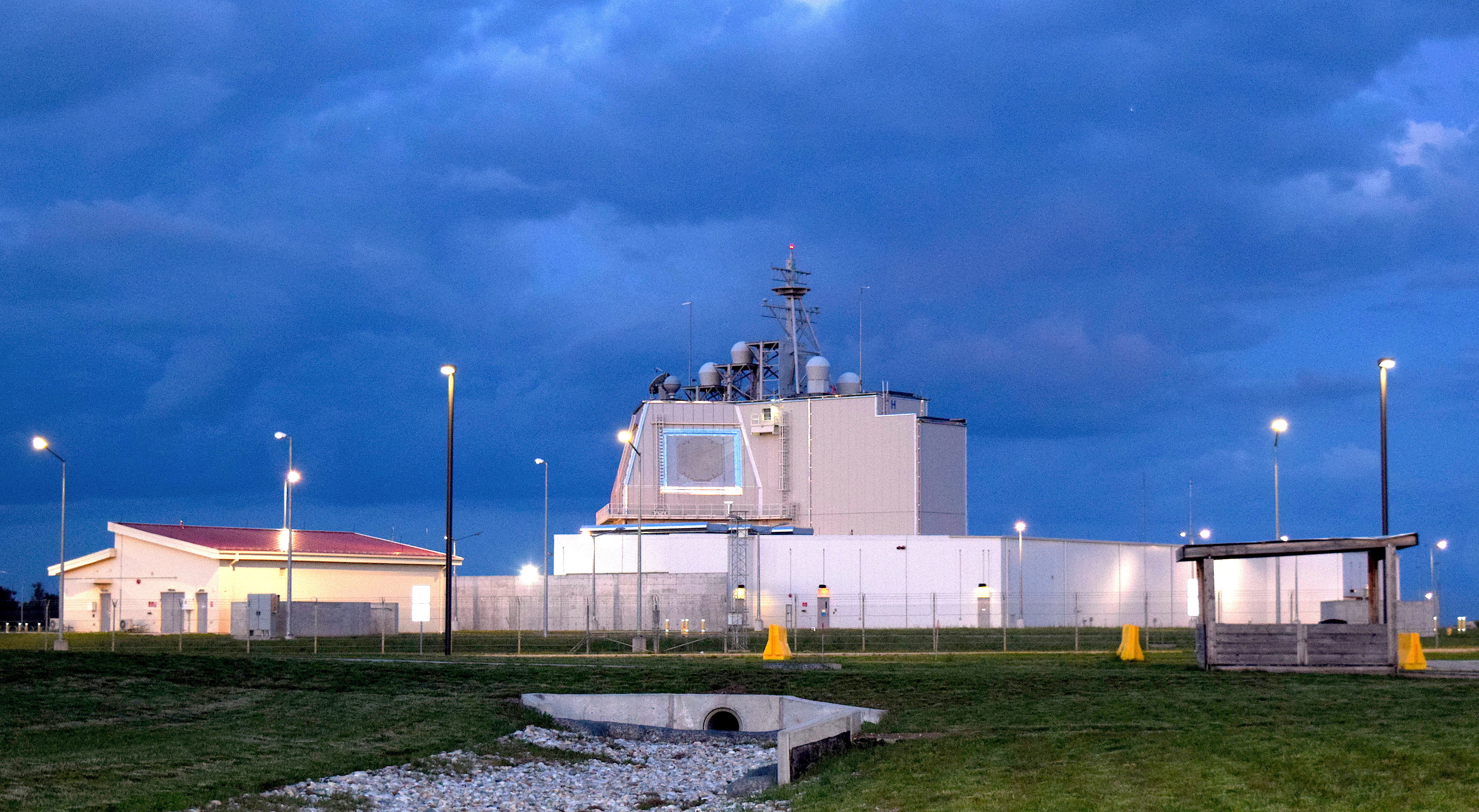
Aegis Ashore Missile Defense Complex Romania, site de lancement d'antimissiles de la United States Navy en Roumanie est un des éléments du système de défense antimissile de l'OTAN depuis 2015.

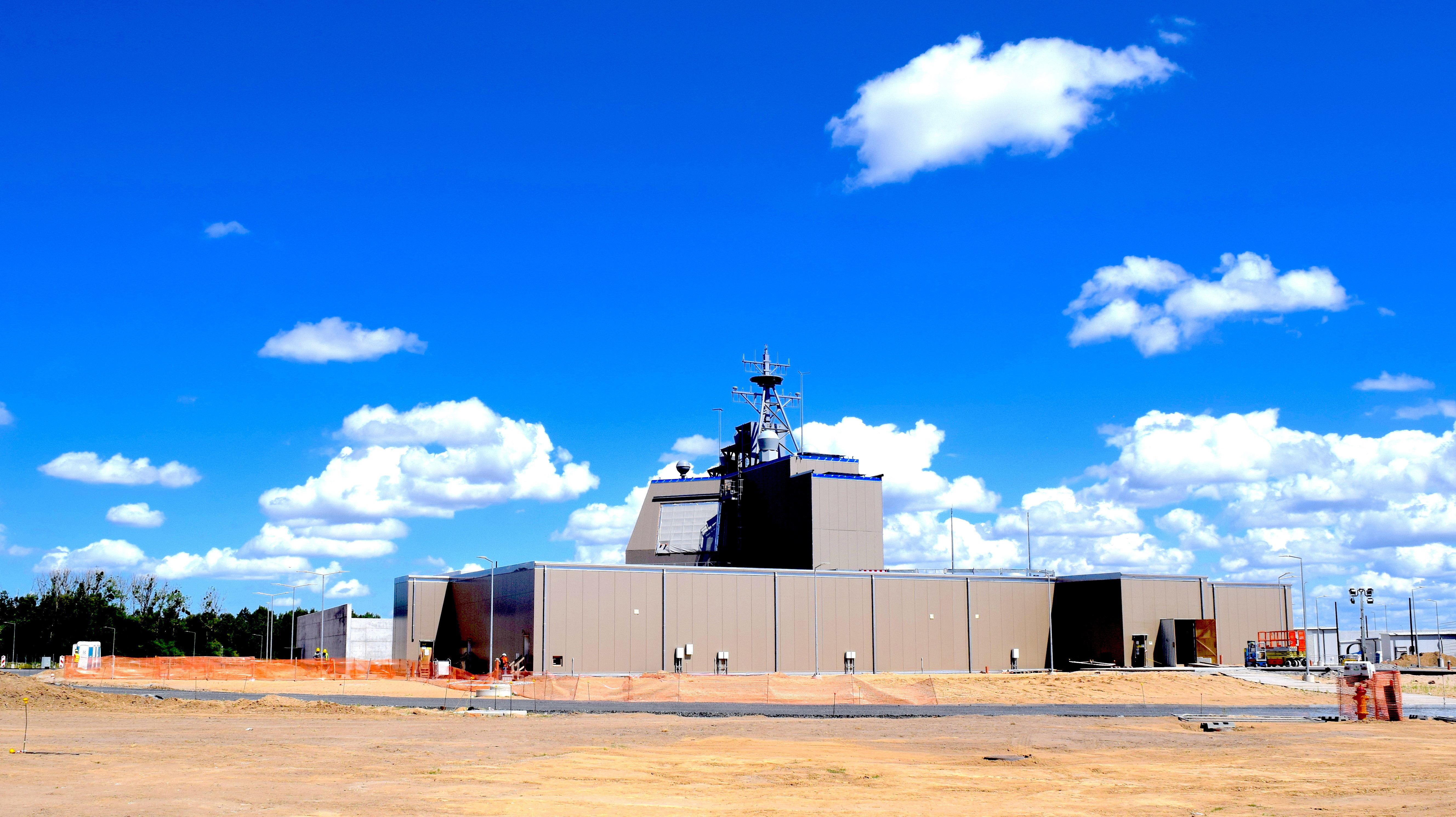
Ancienne base aérienne polonaise de Redzikowo devenue support Aegis.

Dans les années 2010 furent développées des installations basées à terre, nommées Aegis Ashore, reprenant les éléments du système embarqué. La première entra en service en 2015 en Roumanie et un second site sera en fonction en 2018 en Pologne. Ils dépendent de l’US Navy et sont des composantes du système de défense antimissile de l'OTAN.
En 2017, le Japon envisageait d'acquérir des Aegis Ashore équipés de SM-3 Block IIA pour un coût unitaire estimé à environ 80 milliards de yens (620 millions d'euros au taux de change d'août 2017) mais le projet est annulé en 2020.

## Opérateurs
Ce système ou des systèmes similaires équipent également d'autres marines de guerre à travers le monde. Entre autres :
- Au Japon, en 2024, 8 destroyers lance-missiles sont équipés du système Aegis[Quand ?]: le JDS Kongō (DDG-173), le JDS Myōkō (DDG-175), le JDS Chōkai (DDG-176), le JDS Kirishima (DDG-174), le JDS Atago (DDG-177); le JS Ashigara (DDG-178) et les deux de la classe Maya (en). Deux Aegis system equipped vessels (ASEV) (en) pour la lutte antimissile balistique sont commandés en 2024 pour une mise en service en 2028 et 2029, ils seront les plus gros équipés d'Aegis[5].
- En Norvège avec les 5 frégates de la Classe Nansen.
- En Corée du Sud.
- En Australie.
- l'Espagne avec ses 5 F-100 de la Classe Álvaro de Bazán.

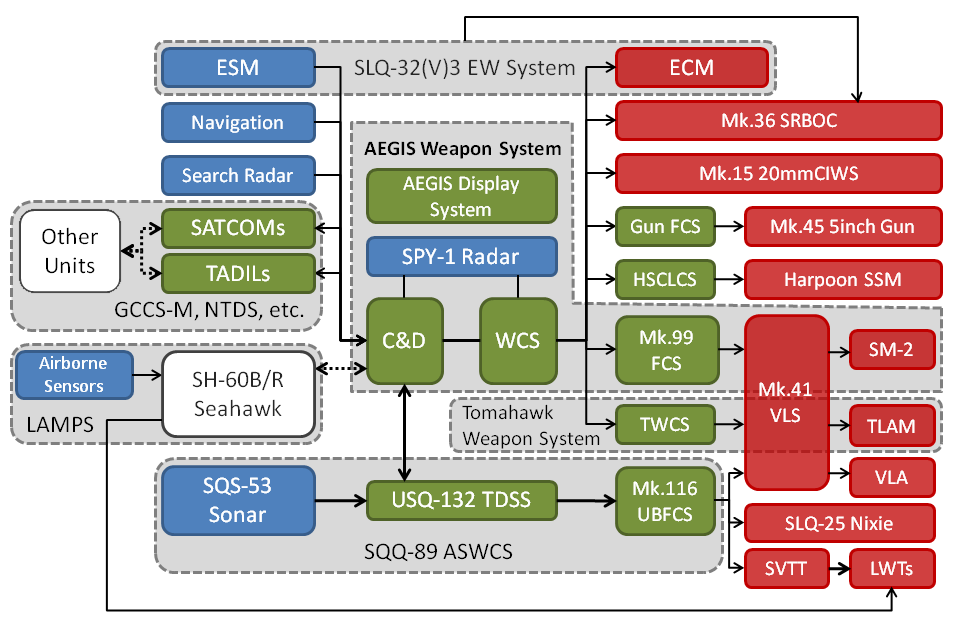
Schéma d'architecture du système Aegis

## Systèmes similaires
- PAAMS et ses évolutions, système européen équipant les frégates Horizon franco-italiennes et les Type 45 britanniques.
- Les systèmes navals de type S-300F embarqués sur les croiseurs et porte-avions russes.